# Zdzisław Wesołowski
Zdzisław Wesołowski (ur. 23 marca 1927, zm. 2 kwietnia 1983) – polski piłkarz, napastnik.

## Kariera sportowa
Był pierwszoligowym piłkarzem Polonii Warszawa, wcześniej grał w zespole z rodzinnego miasta i w Lublinie. W 1952 z Polonią sięgnął po Puchar Polski, strzelając w finale z rezerwami Legii jedyną, zwycięską bramkę. W reprezentacji Polski wystąpił raz, w rozegranym 27 maja 1951 spotkaniu z Węgrami, które Polska przegrała 0:6.